# Hydropsyche brunneipennis
Hydropsyche brunneipennis är en nattsländeart som beskrevs av Oliver S. Flint Jr. och Butler 1983. Hydropsyche brunneipennis ingår i släktet Hydropsyche och familjen ryssjenattsländor. Inga underarter finns listade i Catalogue of Life.